# У пошуках Іуди (Доктор Хаус)
«У пошуках Іуди» (англ. Finding Judas)  — дев'ята серія третього сезону американського телесеріалу «Доктор Хаус». Прем'єра епізоду проходила на каналі FOX 28 листопада 2006. Доктор Хаус і його команда мають врятувати 6-річну дівчинку Алісу, батьки якої не можуть знайти спільної мови заради дочки.

## Сюжет
Під час прогулянки в парку разом з татом, маленька 6-річна дівчинка Аліса починає кричати. У лікарні команда дізнається, що батьки дівчинки розлучені й постійно сперечаються між собою. Згодом команда виявляє, що у дівчинки панкреатит. Хаус гадає, що панкреатит викликали камені. Чейз робить УЗД і знаходить їх у жовчному міхурі. Чейз просить батьків підписати згоду на видалення жовчного міхура, але мати проти цього. Тому Хаус вимушений звернутися до суду. Суддя вирішує дозволити операцію. Після видалення Форман помічає, що на животі дівчинки з'явилось велике почервоніння, а також вона почала скаржитись на свербіж. Кемерон думає, що це алергія на якийсь препарат. Хаус вважає, що це симптом бактеріальної хвороби. Тим часом Тріттер заморожує рахунки Формана, Кемерон і Чейза Форман робить тести на різні алергії та невдовзі виявляється, що у дівчинки алергія на все. Хаус не вірить результату і дає Алісі з'їсти сандвіч з арахісовим маслом. Анафілактичного шоку немає, тому він вважає, що у пацієнтки інфекція і наказує Чейзу дати їй антибіотики. Але невідомо чи у дівчинки немає алергії на них. Тому через небезпечну ситуацію батько Аліси відмовляється від такого лікування.
Хаус знову звертається до суду. Цього разу суддя назначає Кадді медичним опікуном Аліси. Кадді згодна, що лікувати потрібно антибіотиками, але вона назначає набагато слабший препарат. Алергія на антибіотик у Аліси не проявляється, але під час сварки її батьків у дівчинки трапилась тахікардія. Кадді забороняє батькам наближатися до неї. Наступного дня батько вирішив вивести дочку на прогулянку, але як тільки вона вийшла з приміщення у неї трапилось ригідність м'язів. Хаус думає, що це міг спричинити аспірин. Батьки кажуть, що не давали їй пігулок, але іноді мати залишає Алісу разом з 15-річною сусідкою. Дівчинці очищують кров, але невдовзі у ріці виникає тромб і піднімається температура. Тромб видаляється, але жар збити не вдається, тому Кадді кладе її під холодний душ. На руці дівчинки з'являються такі ж пухирці і почервоніння як і на животі. Хаус звинуватив в цьому Кадді, яка дала Алісі слабий антибіотик, і який не вбив інфекцію. Також він сказав їй, що «добре, що вона не стала матір'ю, бо вона нічого не тямить» (Кадді намагалася штучно завагітніти, але їй це так і не вдалося). Через деякий час команді розморожують рахунки. Тріттер зробив так, щоб всі підозрювали Чейза.
Хаус намагається підібрати правильну інфекцію. Найкращий варіант — плямиста гарячка. Проте лікування не подіяло. Через те, що Кадді сама почала давати вікодин, і давати його через довгий проміжок часу, Хаусу почала боліти нога. Він накричав на команду і, не обдумавши рішення, переконав батьків Аліси ампутувати їй ногу і руку. Невдовзі Чейз здогадується, що у дівчинки алергія на світло. Він намагається переконати розлюченого Хауса скасувати операцію, але той вдаряє його в обличчя. Операцію все ж скасовано. Вілсон розуміє, що Хаус втрачає контроль над собою і розповідає Тріттеру всю правду.